# 肥前濱站

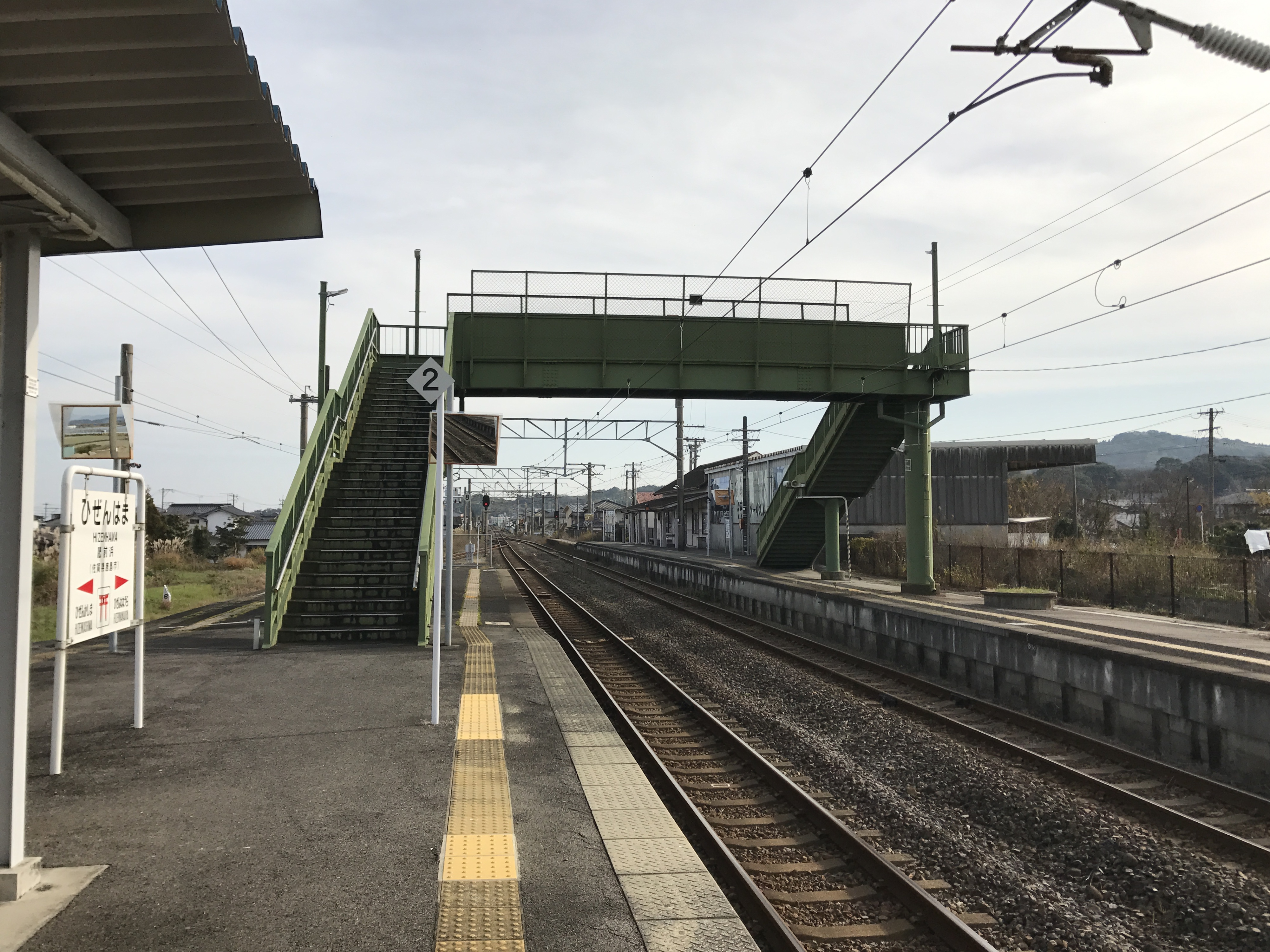
月台

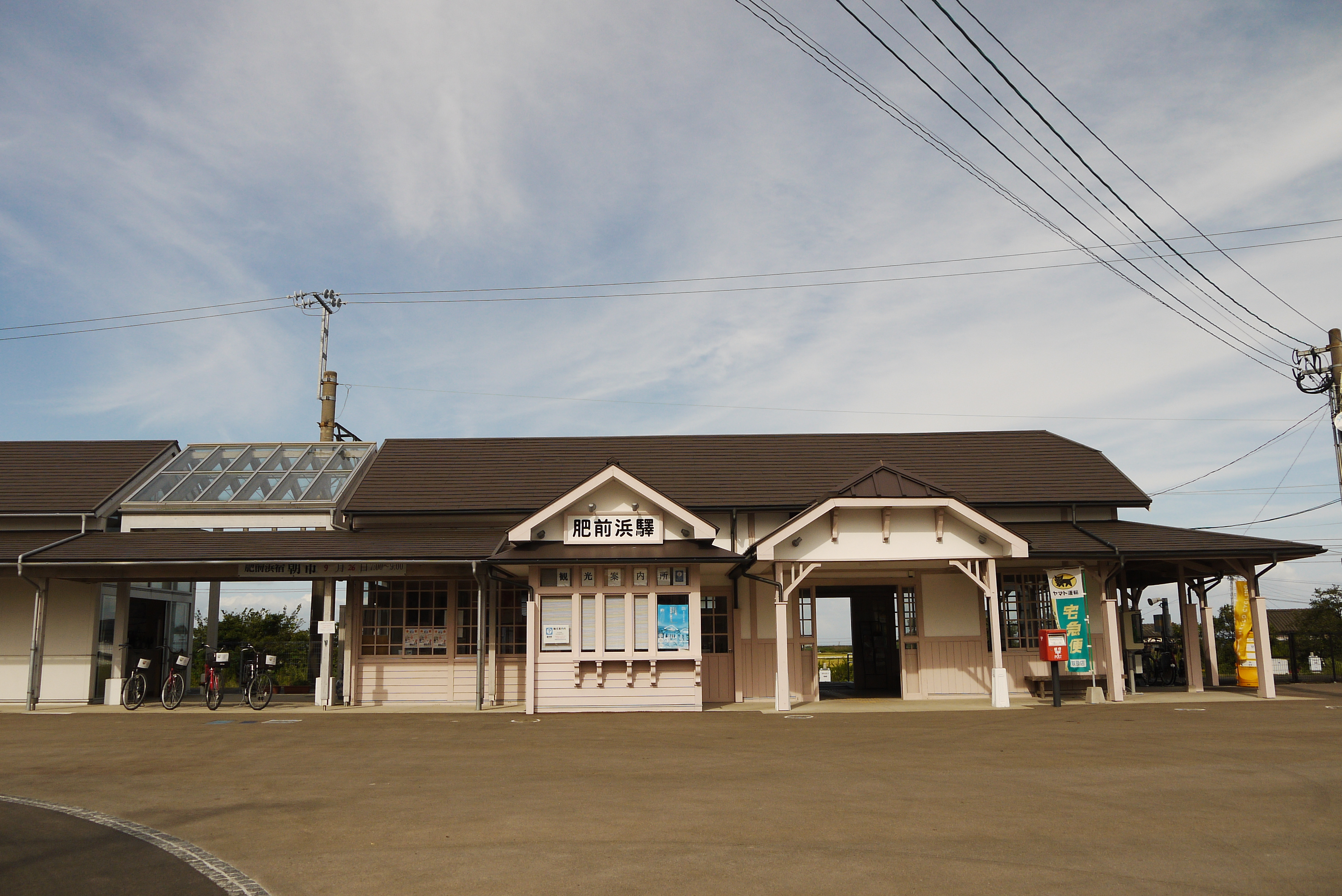
站房（2019年9月）

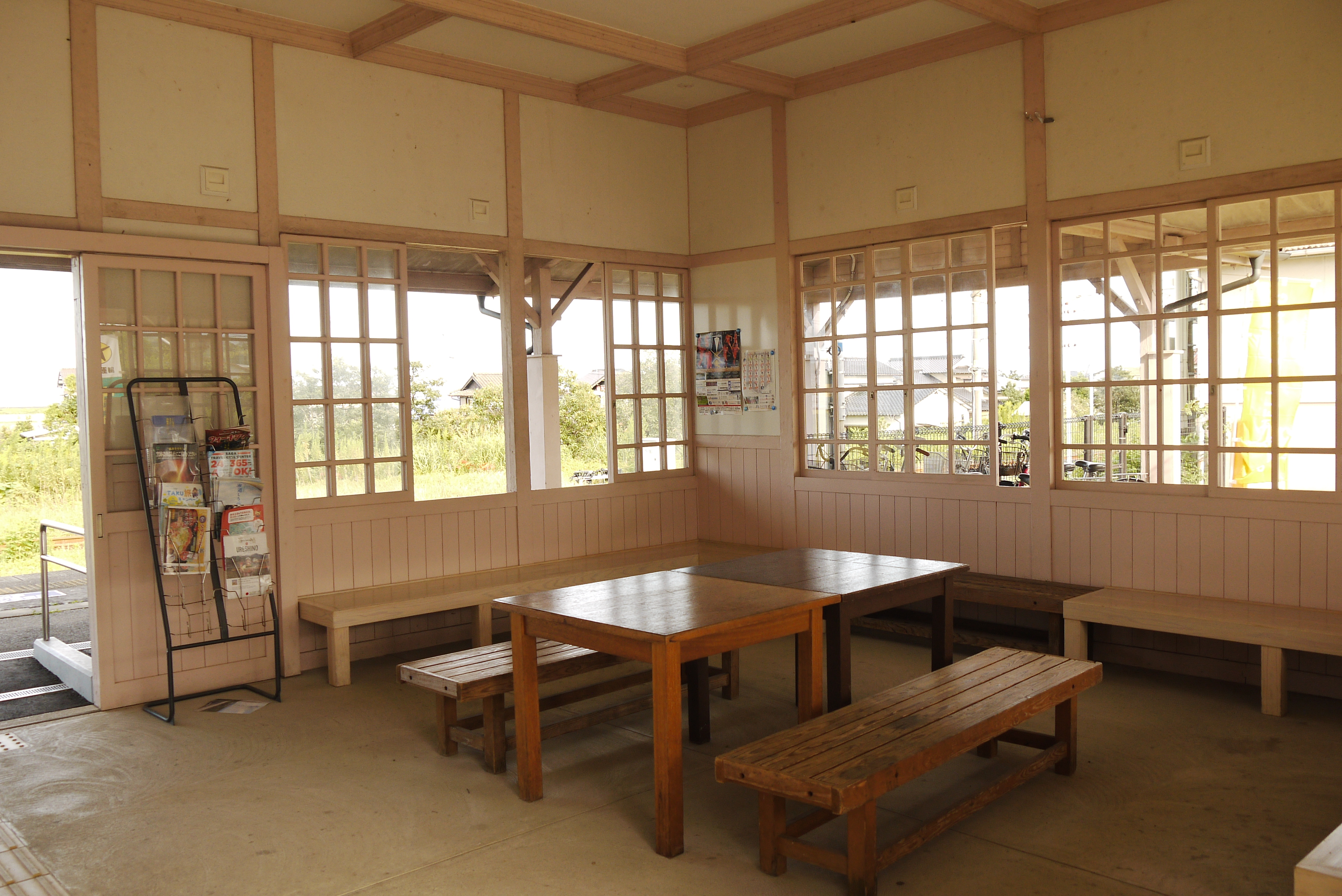
站房內（2020年9月）

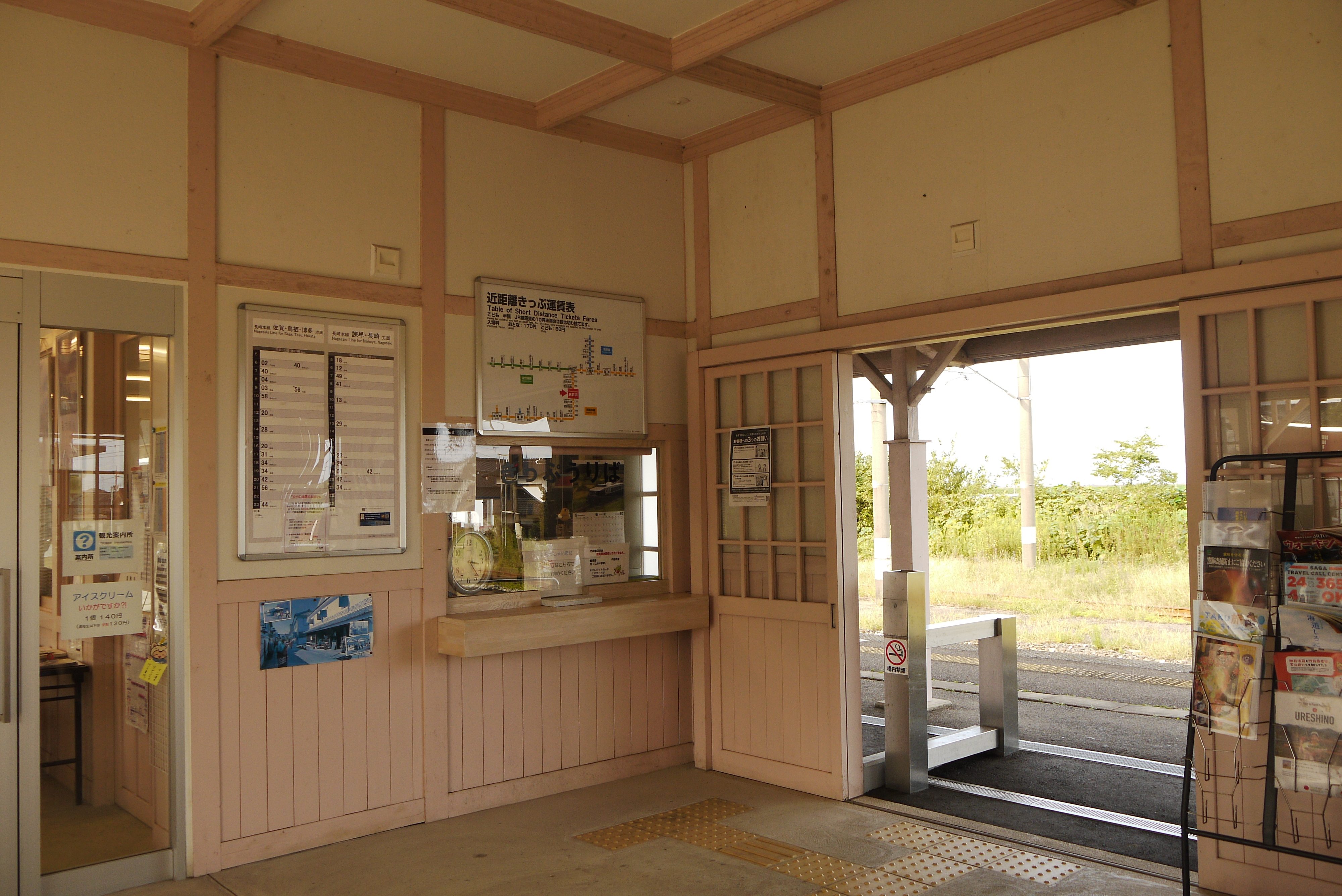
站房內（2020年9月）

肥前濱站（日语：／ Hizen-Hama eki */?）是位於佐賀縣鹿島市，九州旅客鐵道（JR九州）的長崎本線車站。
在西九州新幹線通車後，自本站起至長崎的一段長崎本線由電化區域改為非電化區域，並且改以氣動車行駛。本站亦成為了其中一個區間車終點站，主要行駛電化區至江北；及非電化區至肥前大浦、諫早和長崎。另外，觀光列車「36加3」及「雙星4047」也停靠本站。

## 車站構造
由兩座木製的單層站房所組成，其中右邊一座供一般列車使用，中央為車站入口、通道及驗票口；右側為候車室，放置了兩張正方形木枱及多張候車木長櫈，並且放置了一部公眾鋼琴，稱為「濱宿鋼琴」；左側為原站務室，現時由鹿島市觀光協會進駐作觀光詢問處，並供短距離的車票發售。部份位置亦闢作供遊客休息區，提供長枱及座椅。
至於左側的站房，慣常稱作「別棟」，2021年1月起，由專提供當地日本酒的酒吧「HAMA BAR」進駐，雖然並非首個在站房內開設的酒吧，但卻是首間以日本酒作主打招來的酒吧。當「36加3」號列車在本站停靠時，更會安排付費試飲讓乘客體驗。
兩座站房之間以上蓋連接，而分隔月台與站外的圍欄則會在觀光列車停靠時和晚上時段開放。
2018年3月，因應「鹿島釀酒旅遊2018」的開幕，當時在站房內進行開幕典禮。並且為此而將站房翻新，並復原至1930年車站剛啟用時的姿態；也設置了車站紀念章。同時，亦翻新別棟外側的洗手間，改為男、女獨立的新式洗手間。
站房右邊設有一座以鋼版所搭成的有蓋單車停泊場，其新穎的外觀，一改一般車站外的單車停泊場的形象。

### 月台
設有側式月台和島式月台各1個，共有2面3線的月台。各月台之間設有跨線行人天橋連接。由於往長崎方向的路段改為非電化區域，電動車不能直通，因此當需要轉車時，都儘量會安排於島式月台上進行，個別亦會利用1號月台的前後兩端作為接駁之用。
為了可讓817系電動列車使用，月台其中2卡車廂的高度提高了，使上落車廂時沒有梯級差。
| 月台 | 路線      | 上下行 | 方向                                    | 備註                                                                       |
| ---- | --------- | ------ | --------------------------------------- | -------------------------------------------------------------------------- |
| 1-3  | ■長崎本線 | 上行   | 鳥栖、江北方向 經鹿兒島本線往門司港方向 | 「36加3」及「雙星4047」皆於1號月台停靠 晨早往門司港的始發列車由3號月台開出 |
| 1-3  | ■長崎本線 | 下行   | 多良、肥前大浦、諫早、長崎方向          |                                                                            |

## 歷史
- 1930年11月30日：鐵道省有明線 肥前龍王站至此站之間開通，此站啟用。
- 1934年：

- 3月24日：有明線改名為有明東線。
- 4月16日：有明東線此站至多良站之間開通。
- 12月1日：有明東線編入至長崎本線。

- 1985年1月20日：降為無人站，不再配置站員[1]。
- 1987年4月1日：隨國鐵分割民營化，車站由九州旅客鐵道（JR九州）營運[2]。
- 1988年：隨雅瑪多運輸於本站設置「肥前鹿島營業所」，簡易委託化[3]。
- 2006年5月16日：隨雅瑪多運輸撤出站房而再度無人化[3]。
- 2007年：簡易委託化結束[4]。
- 2008年4月1日：再次完全無人化[4]。
- 2018年3月24日：站房翻新[5]。
- 2021年1月11日：「HAMA BAR」開店，進駐站房別棟[6]。
- 2022年9月23日：本站成為特急「雙星4047號列車」和「36加3號列車」停車站。同時去電化，改以氣動車行駛。

## 使用狀況
以下為每年度本站1日平均乘車人次。
2016年起，本站因平均使用人數未達至首300名而未有實數，不過又因每日使用人數超過100人，因而在列表後的附錄頁中表列。
| 乘車人次變化 | 乘車人次變化 |
| 年度         | 1日平均人次  |
| ------------ | ------------ |
| 2000         | 239          |
| 2001         | 251          |
| 2002         | 217          |
| 2003         | 216          |
| 2004         | 225          |
| 2005         | 222          |
| 2006         | 205          |
| 2007         | 197          |
| 2008         | 195          |
| 2009         | 173          |
| 2010         | 176          |
| 2011         | 168          |
| 2012         | 166          |
| 2013         | 160          |
| 2014         | 173          |
| 2015         | 184          |
| 2016         | 196          |
| 2017起       | >100         |

## 車站周邊
日本三大稻荷之一的祐德稻荷神社最接近此站，距離此站約3公里。但本站沒有巴士直接前往，需要步行15分鐘前往祐德巴士的「濱三角」巴士站。反而鄰站的肥前鹿島站則有巴士前往。
另外，附近的「肥前濱宿」有許多白牆倉庫和草屋頂房屋等歷史悠久的街道，而濱庄津町濱金屋及濱中町八本木宿更被日本選定為「國家重要傳統的建造物群保存地區」。

## 相鄰車站
九州旅客鐵道（JR九州）
■長崎本線
■特急「36加3」
佐賀 → 肥前濱 → 武雄溫泉
註：列車會由本站轉換行車方向，返回江北站後再駛入佐世保線往武雄溫泉站
■特急「雙星4047」
江北 → 肥前濱 → 多良
■普通
肥前鹿島－肥前濱－肥前七浦

## 外部連結
- JR九州肥前濱站（日語）